# Rune Sunde
Rune Alnes Sunde (27 marzo 1968) è un ex calciatore norvegese, di ruolo attaccante.

## Carriera

### Club
Sunde debuttò nel Molde il 12 maggio 1988, sostituendo Øystein Neerland nel pareggio a reti inviolate contro il Lillestrøm. Segnò l'unica rete il 29 maggio dello stesso anno, sancendo il successo per 1-0 sul Djerv 1919. Passò poi al Kongsvinger, per cui esordì il 26 aprile 1991, quando fu titolare nel pareggio per 0-0 contro il Fyllingen. Il 22 settembre segnò la prima rete, nel successo per 2-1 sul Viking. Nel 1994 passò allo Strømsgodset, giocando il primo incontro in squadra il 16 aprile, subentrando a Juro Kuvicek nella sconfitta per 5-1 contro il Brann. Nel 1995 passò allo Aalesund.